# Сумма (жанр)
Су́мма (лат. summa) — литературная форма, или литературный жанр, соединяющий в себе признаки научного трактата и энциклопедического справочника. Исторически (особенно в XII—XIV веках) сочинение, обозначенное как «сумма», показывало намерение автора изложить предмет с максимальным охватом. Дидактические суммы представляли собой особую разновидность компиляции, автор которой излагал не свою (оригинальную) позицию, а стремился привести как можно больше разных авторитетных (для него) точек зрения. Знаменитые примеры сочинений в жанре суммы: «Сумма теологии» и «Сумма против язычников» Фомы Аквинского, «Сумма логики» Уильяма Оккама. 
Другие примеры средневековых сумм: «Summa de bono» Филиппа Канцлера, «Сумма музыки» Псевдо-Муриса (XIII века), «Сумма музыки слитной и дискретной» Джона Ханбойза (ок. 1370), «Сумма логики и естественной философии» Дж. Дамблтона, «Сумма об искусстве стихосложения на народном языке» («Summa artis ritmici vulgaris dictaminis») Антонио да Темпо (1332), «Сумма арифметики, геометрии, отношений и пропорций» Луки Пачоли, в наши дни «Сумма технологии» Станислава Лема (1964). 
Научные труды могут быть по существу (стилю, методу изложения) компилятивными суммами, но не содержат слово summa в заглавии, например, таков трактат «Основы музыки» Боэция.
Термин summula использовался в Средние века также для обозначения компендиев по логике (= «диалектике», учебной дисциплине из цикла семи свободных искусств).
В современной печати и в интернете сочетание «сумма против…» используется для критических статей вообще.